# Caldukia
Caldukia Burn & M.C Miller, 1969 è un genere di molluschi nudibranchi della famiglia Proctonotidae.

## Tassonomia
Il genere comprende le seguenti specie:
- Caldukia affinis (Burn, 1958) - specie tipo
- Caldukia albolineata M.C. Miller, 1970
- Caldukia rubiginosa M.C. Miller, 1970